# 1966年のサンケイアトムズ
1966年のサンケイアトムズ（1966ねんのサンケイアトムズ）では、1966年のサンケイアトムズの動向をまとめる。
この年のサンケイアトムズは、飯田徳治監督の1年目のシーズンである。この年から、チーム名をサンケイアトムズに改称した。

## 概要
1965年のサンケイスワローズでふれたように、日本国有鉄道に代わってフジテレビ・産業経済新聞社を中心とするフジサンケイグループが新たに親会社となったが、チームは金田正一など中心選手の移籍が相次ぎ最下位で1965年のシーズンを終了した。サンケイスワローズはチームのイメージアップを図るべく、新ニックネームを募集。漫画家の手塚治虫の『鉄腕アトム』からニックネームが「アトムズ」に変更され、またユニフォームも国鉄時代の紺色から青と赤（ヤクルトスワローズとなっても継承）に変更された。新ユニフォームのデザインをファッションデザイナーの石津謙介が、新チームロゴ「atoms」をグラフィックデザイナーの亀倉雄策が手掛けた。石津・亀倉・手塚の三人がデザインした新ユニフォームは「日本一のユニフォーム」と言われたが肝心のチーム成績は5月に5位に転落すると、8月には最下位が定位置となり、チームは大洋と同率の最下位（5位）でシーズンを終えた。対戦成績では優勝の巨人と3位阪神には11勝15敗、同率最下位の大洋には13勝13敗と健闘したが、中日には8勝18敗、4位広島には9勝17敗と大きく負け越したのが響いた。投手陣はチーム防御率が3.16とまずまずだったものの、打撃陣は貧打にあえぎチーム打率が.215、盗塁数も巨人の148個に対してサンケイは約100個少ない52個で、貧打と機動力不足では全く勝てなかった。

## チーム成績

### レギュラーシーズン
| 1 | 二 | 岡嶋博治   |
| 2 | 左 | 丸山完二   |
| 3 | 中 | ジャクソン |
| 4 | 一 | 豊田泰光   |
| 5 | 右 | 別部捷夫   |
| 6 | 三 | 徳武定祐   |
| 7 | 遊 | 東条文博   |
| 8 | 捕 | 根来広光   |
| 9 | 投 | 渋谷誠司   |

| 順位 | 4月終了時 | 4月終了時 | 5月終了時 | 5月終了時 | 6月終了時 | 6月終了時 | 7月終了時 | 7月終了時 | 8月終了時 | 8月終了時 | 最終成績 | 最終成績 |
| ---- | --------- | --------- | --------- | --------- | --------- | --------- | --------- | --------- | --------- | --------- | -------- | -------- |
| 1位  | 中日      | --        | 巨人      | --        | 巨人      | --        | 巨人      | --        | 巨人      | --        | 巨人     | --       |
| 2位  | 広島      | 0.5       | 中日      | 1.0       | 中日      | 1.0       | 中日      | 4.5       | 中日      | 6.5       | 中日     | 13.0     |
| 3位  | サンケイ  | 1.0       | 広島      | 2.0       | 広島      | 7.0       | 広島      | 15.0      | 広島      | 21.0      | 阪神     | 25.0     |
| 4位  | 巨人      | 1.5       | 阪神      | 6.0       | 阪神      | 13.0      | 阪神      | 20.5      | 阪神      | 26.5      | 広島     | 32.0     |
| 5位  | 阪神      | 3.5       | サンケイ  | 8.0       | サンケイ  | 14.5      | サンケイ  | 26.0      | 大洋      | 30.0      | 大洋     | 37.0     |
| 6位  | 大洋      | 5.5       | 大洋      | 10.0      | 大洋      | 18.5      | 大洋      | 27.0      | サンケイ  | 33.0      | サンケイ | 37.0     |

| 順位 | 球団             | 勝 | 敗 | 分 | 勝率 | 差   |
| 1位  | 読売ジャイアンツ | 89 | 41 | 4  | .685 | 優勝 |
| 2位  | 中日ドラゴンズ   | 76 | 54 | 2  | .585 | 13.0 |
| 3位  | 阪神タイガース   | 64 | 66 | 5  | .492 | 25.0 |
| 4位  | 広島カープ       | 57 | 73 | 6  | .438 | 32.0 |
| 5位  | 大洋ホエールズ   | 52 | 78 | 0  | .400 | 37.0 |
| 5位  | サンケイアトムズ | 52 | 78 | 5  | .400 | 37.0 |

## オールスターゲーム1966
| ファン投票 | 選出なし   |          |
| 監督推薦   | 矢ノ浦国満 | 石岡康三 |

- 取り消し線は出場辞退

## 表彰選手
| リーグ・リーダー |
| ---------------- |
| 受賞者なし       |

| ベストナイン |
| ------------ |
| 選出なし     |

## ドラフト
| 順位          | 選手名        | 守備          | 所属           | 結果                   |
| 第1次ドラフト | 第1次ドラフト | 第1次ドラフト | 第1次ドラフト  | 第1次ドラフト          |
| ------------- | ------------- | ------------- | -------------- | ---------------------- |
| 1位           | 奥柿幸雄      | 内野手        | 静岡商業高     | 入団                   |
| 2位           | 吉江喜一      | 投手          | 塚原高         | 入団                   |
| 3位           | 岡田英雄      | 捕手          | 福山電波工業高 | 拒否・東海大学進学     |
| 4位           | 林田俊雄      | 内野手        | 三池工業高     | 拒否・東海大学進学     |
| 5位           | 山田勝晴      | 内野手        | 日本楽器       | 拒否                   |
| 6位           | 田尻茂敏      | 投手          | 熊本第一工業高 | 入団                   |
| 7位           | 木村修        | 内野手        | 日本熱学       | 拒否                   |
| 8位           | 武上四郎      | 内野手        | 河合楽器       | 入団                   |
| 9位           | 浅野啓司      | 投手          | 福山電波工業高 | 入団                   |
| 10位          | 三橋孝一郎    | 外野手        | 高松商業高     | 拒否・専修大学進学     |
| 11位          | 八塚幸三      | 投手          | 愛媛・大島高   | 拒否・四国電力入社     |
| 第2次ドラフト |               |               |                |                        |
| 1位           | 加藤俊夫      | 捕手          | 日本軽金属     | 入団                   |
| 2位           | 西田暢        | 内野手        | 早稲田大学     | 拒否・熊谷組入社       |
| 3位           | 後藤和昭      | 内野手        | 駒澤大学       | 拒否・日本軽金属入社   |
| 4位           | 近藤徹        | 内野手        | 法政大学       | 拒否・コロムビア入社   |
| 5位           | 神尾広一      | 内野手        | 相生高         | 拒否・青山学院大学進学 |